# Lobopola cimarrona
Lobopola cimarrona är en fjärilsart som beskrevs av Paul Dognin 1895. Lobopola cimarrona ingår i släktet Lobopola och familjen mätare. Inga underarter finns listade i Catalogue of Life.